# مطار بانزهيوها باوأنينغ
مطار بانزهيوها باوأنينغ (بالصينية: 攀枝花保安营机场)(إياتا: PZI، إيكاو: ZUZH) مطار عام يقع بمدينة East District ‏ في الصين. يبلغ طول المدرج 2800 م ويرتفع عن سطح البحر 1980 م. يخدم مدينة بانتشيهوا في مقاطعة سيتشوان الصينية. وبدأ بناء المطار في عام 2000 وتكلفته 1.1 مليار يوان. افتتح المطار في ديسمبر 2003. أغلق المطار في 25 يونيو 2011 بعد انهيار أرضي كبير، وأعيد فتحه في 29 يونيو 2013 بعد عامين من الإصلاح.

## شركات الطيران والوجهات
| شركـات طيـران          | الوجهات |
| ---------------------- | --- |
| طيران الصين            | مطار تشنغدو شوانغليو الدولي، مطار جينغديو الجديد                                                            |
| خطوط شرق الصين الجوية  | مطار ووهان الدولي                                                                                           |
| خطوط جنوب الصين الجوية | مطار تشنغدو شوانغليو الدولي، مطار قوانغتشو باييون الدولي                                                    |
| خطوط سيتشوان الجوية    | مطار تشنغدو شوانغليو الدولي، مطار جينغديو الجديد، مطار تشونغتشينغ جيانغبى الدولي، مطار شيان شيانيانغ الدولي |

## وصلات خارجية
- http://www.flightstats.com/go/Airport/airportDetails.do?airportCode=PZI